# Sandro Chia
Sandro Chia (ur. 20 kwietnia 1946 we Florencji) – włoski współczesny malarz i rzeźbiarz.
Studiował w Accademia di Belle Arti we Florencji, uzyskując dyplom w 1969. Jest przedstawicielem włoskiej transawangardy, wraz z Francesco Clemente, Mimmo Paladino, Nicola De Maria oraz Enzo Cucchim. Ruch rozwinął się po 1980 i był częścią szerszego nurtu neoekpresionizmu w sztuce.